# Boiga philippina
Espèce
Synonymes
- Dipsas philippina Peters, 1867

Statut de conservation UICN

 LC  : Préoccupation mineure
Boiga philippina est une espèce de serpents de la famille des Colubridae.

## Statut
Selon Reptile Database, cette espèce n'est connue que par son holotype. Toutefois l'UICN mentionne que Broad et Oliveros l'ont identifiée courant 2004 dans les îles Babuyan.

## Répartition
Cette espèce est endémique de Luçon aux Philippines. Selon l'UICN ce serait une espèce de plaine se rencontrant entre 50 et 800 m d'altitude.

## Étymologie
Son nom d'espèce, philippina, fait référence au lieu de sa découverte.

## Description
Dans sa description Peters fait état d'un spécimen long de 690 mm dont 155 mm pour la queue.

## Publication originale
- Peters, 1867 : Herpetologische Notizen. Monatsberichte der Königlich Preussischen Akademie der Wissenschaften zu Berlin, vol. 1867, p. 13-37 (texte intégral).